# Contea di Franklin (Iowa)
La contea di Franklin, in inglese Franklin County, è una contea dello Stato dell'Iowa, negli Stati Uniti. La popolazione al censimento del 2000 era di 10 704 abitanti. Il capoluogo di contea è Hampton. Il nome le è stato dato in onore a Benjamin Franklin, famoso giornalista, diplomatico e inventore statunitense.

## Geografia fisica
La contea si trova nella parte centro-settentrionale dell'Iowa. L'U.S. Census Bureau certifica che l'estensione della contea è di 1510 km², di cui 1509 km² composti da terra e i rimanenti 1 km² composti di acqua.

### Contee confinanti
- Contea di Cerro Gordo (Iowa) - nord
- Contea di Butler (Iowa) - est
- Contea di Hardin (Iowa) - sud
- Contea di Wright (Iowa) - ovest

### Principali strade ed autostrade
- Interstate 35
- U.S. Highway 65
- Iowa Highway 3
- Iowa Highway 57

## Storia
La Contea di Franklin venne costituita nel 1851.

## Città e paesi
- Alexander
- Bradford
- Chapin
- Coulter
- Geneva
- Hampton
- Hansell
- Latimer
- Popejoy
- Sheffield